# John Bleys

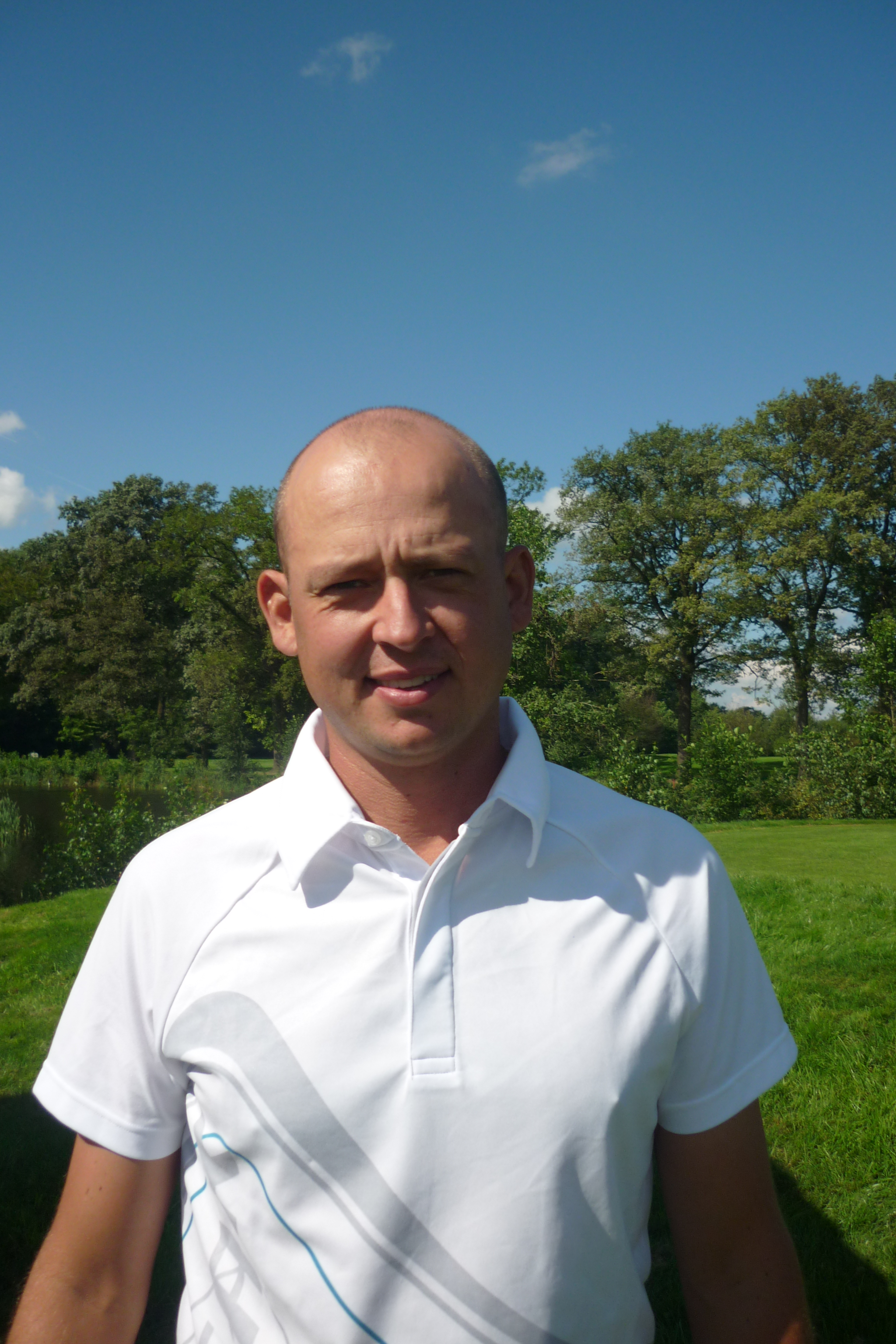
Twente Cup 2010

John Quirines Bleys (Bowral (New South Wales), 9 juni 1976) is een golfprofessional met zowel de Nederlandse als de Australische nationaliteit.

## Golfleraar
Zijn Nederlandse ouders waren geëmigreerd naar Australië, dus groeide hij daar op. Op 16-jarige leeftijd had hij handicap 3 en in 1994 begon hij aan zijn opleiding tot golfleraar. Toch bleef zijn grote wens om professioneel golfspeler te worden. Daarvoor verhuisde hij naar Europa. Hij was vijf maanden de caddie van Rolf Muntz en werd toen pro op de  BurgGolf Zoetermeer.

## Golfspeler
Sinds 2004 gaf Bleys een tijd lang geen les meer, inmiddels weer wel, en concentreert hij zich op het spelen. Via de PGA Holland speelt hij twee keer op de Monday Tour. Op zijn thuisbaan Zoetermeer wint hij en in Herkenbosch wordt hij 2de. Hij krijgt nu twee uitnodigingen van de PGA Holland Tour: hij mag spelen op Wouw en tijdens het Ashland Strokeplay Kampioenschap verbetert hij het baanrecord door –6 te spelen.
Eind 2004 kwalificeert hij zich door 12de te worden op de Qualifying School voor de Developmental Pro Tour Esprit.

In 2005 wint hij de Polynorm Trophy in Nederland, en is hij driemaal runner-up in het buitenland.

In 2006 wint hij op de EDP Tour het Open in Augsburg en in Paderborn. 

In 2007 wint hij de NK Matchplay op Geysteren.

## Caddie
Na de Twente Cup van 2007 neemt John Bleys afscheid van het wedstrijd circuit. Hij wordt caddie voor de spelers van Golf Team Holland. Met zijn ervaring op de EDP Tour en met Muntz hoopt hij die spelers te kunnen ondersteunen.